# アルカナ (スウェーデンのバンド)
アルカナ（Arcana）は、1994年にピーター・ビャルゴによって結成されたスウェーデンのネオクラシックダークウェーブ・バンド。

## 略歴
オリジナルのバンドは、創設者のピーター・ビャルゴ (当時はピーター・ペッターソン) とボーカリストのアイダ・ベングソンで構成されていた。2002年以来、アルカナはラインナップを変更し、現在はピーター・ビャルゴ、ステファン・エリクソン、アン・マリ・ティム、イア・ビャルゴ、マティアス・ボルグで構成されている。
多くの場合、主にインストゥルメンタルであり、バンドはその音楽を中世の音楽、または中世のよりロマンチックな側面に触発されたと説明している。彼らのアルバム『Le Serpent Rouge』は、ハンマーダルシマー、フィンガーシンバル、ドゥドゥク、その他のオリエンタル/アラビア楽器などの楽器を使用して、よりオリエンタルな雰囲気を持っていた。2006年以来、アルカナはドイツのカリンカランド・レコード (Kalinkaland Records)と契約している。
ピーターは、ソフィア (Sophia)と呼ばれるマーシャル・インダストリアルのサイド・プロジェクトも持っており、グスタフ・ヒルデブラントとのコラボレーション・アルバムも1枚レコーディングしている。

## 音楽性
コールド・ミート・インダストリー (Cold Meat Industry)からリリースされた彼らのファースト・アルバム『ダーク・エイジ・オブ・リーズン』は、デッド・カン・ダンス初期の作品と比較されている。
3枚目のアルバム『最後の抱擁』は、2000年に発表された。このアルバムでは、アルカナのレパートリーにアコースティックギターと本物の打楽器が導入された。
6枚目のアルバム『Le Serpent Rouge』は、2004年にエレバス・オーダー・レコード (Erebus Odor Records)からリリースされた。東洋にインスパイアされた音楽と、以前よりもアコースティック楽器の統合が強化されている。
2008年には、カリンカランド・レコードから『Raspail』がリリースされた。アルカナの初期の新古典主義と中世のスタイルがこのアルバムで復活した。

## ディスコグラフィ

### スタジオ・アルバム
- 『ダーク・エイジ・オブ・リーズン』 - Dark Age Of Reason (1996年、Cold Meat Industry)
- 『暗黒の舞踏』 - Cantar De Procella (1997年、Cold Meat Industry)
- 『最後の抱擁』 - ...The Last Embrace (2000年、Cold Meat Industry)
- Inner Pale Sun (2002年、Cold Meat Industry)
- Le Serpent Rouge (2004年、Erebus Odora)
- Raspail (2008年、Kalinkaland)
- Un Passage Silencieux (2011年、Erebus Odora)
- As Bright As A Thousand Suns (2012年、Cyclic Law)

### EP
- Lizabeth (1997年、Cold Meat Industry)
- Isabel (2000年、Cold Meat Industry)
- Body Of Sin (2002年、Cold Meat Industry)
- Emerald (2012年、Cyclic Law)

### コンピレーション・アルバム
- The New Light (2004年、Cyclic Law, Erebus Odora)
- The First Era 1996-2002 (2010年、Cyclic Law)
- The Extra Songs Of Arcana (2014年)
- Petrichor (2017年、Cyclic Law)

## 他のメディア
デッド・カン・ダンスの曲「Enigma of the Absolute」のリメイクは、人気のPCゲーム『Civilization IV』のMod『Fall from Heaven 2』のサウンドトラックで、「Runes Of Kilmorph」という宗教のバックグラウンド・ミュージックとして使用された。
作品「Wings of Gabriel」は、人気のゲーム『メディーバル2:トータルウォー』のMod『Broken Crescent』のサウンドトラックでメイン・テーマとして使用された。